# Adam Żebrowski

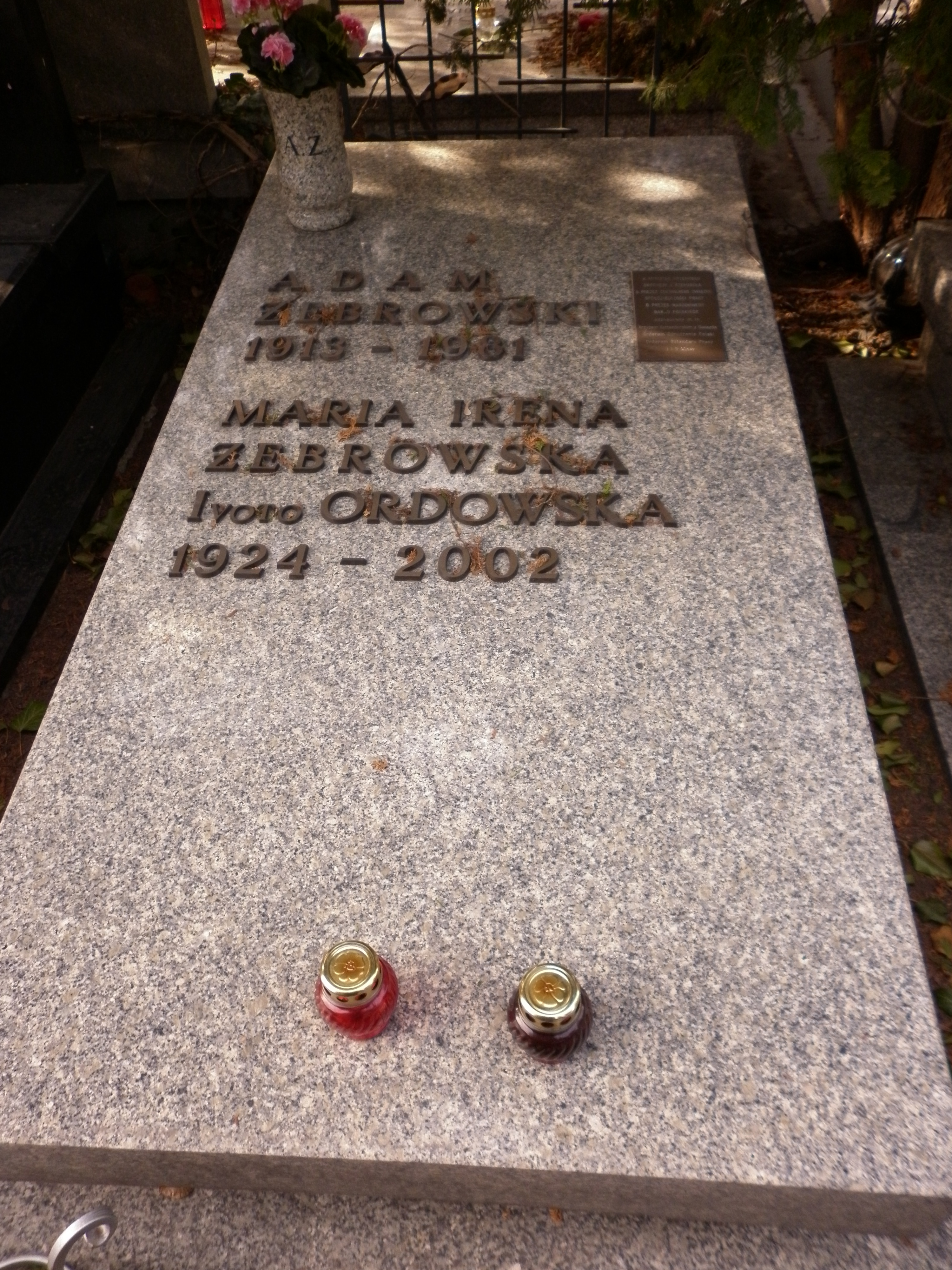
Nagrobek Adama Żebrowskiego

Adam Żebrowski (ur. 9 listopada 1913 w Sosnowcu, zm. 4 września 1981 w Warszawie) – polski prawnik i polityk. Minister przemysłu drobnego i rzemiosła (1951–1954) i przewodniczący Komitetu Drobnej Wytwórczości (1958–1961), w latach 1961–1965 prezes Narodowego Banku Polskiego.

## Życiorys
Uzyskał tytuł zawodowy magistra prawa w 1936 na Uniwersytecie Warszawskim. W 1938 został aplikantem w Sądzie Grodzkim w Częstochowie, następnie do 1939 aplikant w Najwyższym Trybunale Administracyjnym. W 1939 internowany na Łotwie, od 1940 do 1945 przebywał w obozie jenieckim w Niemczech. W 1946 dyrektor administracyjno-handlowy w Bielskiej Fabryce Włókien „Unia”, następnie do 1947 zastępca dyrektora i dyrektor naczelny Zakładów Żyrardowskich, a potem do 1948 dyrektor administracyjny w Centralnym Zarządzie Przemysłu Włókienniczego w Łodzi.
W latach 1938–1939 członek Koła Młodych przy Klubie Demokratycznym w Warszawie. następnie 1946–1948 Polskiej Partii Robotniczej, a od 1948 Polskiej Zjednoczonej Partii Robotniczej, był delegatem na I, III, IV Zjazd PZPR, w okresie 1948–1950 był sekretarzem ekonomicznym komitetu łódzkiego PZPR. Od kwietnia 1950 był prezesem Centralnego Urzędu Drobnej Wytwórczości, a potem od 18 czerwca 1951 do 20 września 1954 ministrem przemysłu drobnego i rzemiosła. Od września 1954 do 1958 prezes zarządu Centralnego Związku Spółdzielczości Pracy. Od 30 lipca 1958 do 18 maja 1961 był przewodniczącym Komitetu Drobnej Wytwórczości. W latach 1961–1965 był prezesem Narodowego Banku Polskiego i równocześnie podsekretarzem stanu w Ministerstwie Finansów.
Był żonaty z Marią Ireną Żebrowską (1924-2002). Pochowany na cmentarzu Powązki Wojskowe w Warszawie (kwatera C37-4-3).

## Odznaczenia
- Order Sztandaru Pracy I klasy (1964)[2].